# Herdenkingsmunten van € 2 (2017)
Hieronder staat een lijst van herdenkingsmunten van twee euro die 2017 als slagjaar hebben.
| Afbeelding | Land         | Ter gelegenheid van                                                                                 | Oplage     | Datum uitgave     |
| --- | ------------ | --------------------------------------------------------------------------------------------------- | ---------- | ----------------- |
| | Luxemburg    | 50-jarig bestaan van het vrijwilligersleger (zeventiende uit de 'Luxemburgse dynastie'-serie)       | 316.000    | 2 januari 2017    |
| Omschrijving: Het ontwerp toont rechts het gelaat van Zijne Koninklijke Hoogheid Groothertog Henri, naar rechts kijkend, en links de tekst „50 Joer Fräiwëllegen-Arméi” als logo. Bovenaan op het ontwerp is het jaartal „2017” afgebeeld, geflankeerd door het muntteken en de initialen van de muntmeester. Onderaan staat de naam van het land van uitgifte „LËTZEBUERG”. Langs de buitenrand van de munt zijn de twaalf sterren van de Europese vlag afgebeeld. |              | |            |                   |
| |              | |            |                   |
| | Slowakije    | 550ste verjaardag van de opening van de Academia Istropolitana                                      | 1.000.000  | 4 januari 2017    |
| Omschrijving: Het ontwerp toont een leraar en twee studenten voor de façade van het gebouw van de voormalige Universitas Istropolitana in Bratislava. In de linkerbovenhoek in het ontwerp staat een medaillon van koning Matthias Corvinus, de stichter van de universiteit. Boven het medaillon staat de inscriptie „1467”, het jaar waarin de universiteit werd geopend. Het land van uitgifte „SLOVENSKO” staat onderaan in de binnenste cirkel, boven het jaar van uitgifte „2017”. Langs de linkerrand van de binnenste cirkel staat de inscriptie „UNIVERZITA”, en langs de rechterrand „ISTROPOLITANA”. Links onderaan staat het muntteken van de munt van Kremnica (Mincovňa Kremnica), bestaande uit de letters „MK” tussen twee muntstempels. Onder het muntteken bevinden zich de gestileerde letters „MP”, de initialen van de ontwerper, Mária Poldaufová. Langs de buitenrand van de munt zijn de twaalf sterren van de Europese vlag afgebeeld. |              | |            |                   |
| |              | |            |                   |
| | Slovenië     | 10e verjaardag van de invoering van de euro in Slovenië                                             | 1.000.000  | 2 februari 2017   |
| Omschrijving: Het ontwerp toont tien vliegende zwaluwen die een cirkel vormen. In de onderste helft is in een halve cirkel de inscriptie „10 LET SKUPNE EVROPSKE VALUTE” aangebracht. Bovenaan links staat de inscriptie „SLOVENIJA 2017”. Tussen de inscripties is een punt gegraveerd. Langs de buitenrand van de munt zijn de twaalf sterren van de Europese vlag afgebeeld. |              | |            |                   |
| |              | |            |                   |
| | Duitsland    | Porta Nigra in Trier, Rijnland-Palts (twaalfde uit de 'Bundesländer'-serie)                         | 30.616.300 | 3 februari 2017   |
| Omschrijving: Het ontwerp toont de Porta Nigra in Trier, vermoedelijk de best bewaarde stadspoort ten noorden van de Alpen. In het binnenste gedeelte is de naam „RHEINLAND-PFALZ” vermeld, en onderaan de code van het land van uitgifte „D”. Links is het muntteken van de desbetreffende munt („A”, „D”, „F”, „G” of „J”) aangebracht en bovenaan staat het jaar „2017” vermeld. Rechts staan de initialen van de ontwerper „CH” (Chocola Frantisek). Langs de buitenrand van de munt zijn de twaalf sterren van de Europese vlag afgebeeld. |              | |            |                   |
| |              | |            |                   |
| | Frankrijk    | 100ste sterfdag van Auguste Rodin                                                                   | 10.020.500 | 3 februari 2017   |
| Omschrijving: De Monnaie de Paris brengt hulde aan de vermaarde Franse beeldhouwer Auguste Rodin naar aanleiding van zijn honderdste sterfdag. De in 1840 geboren kunstenaar is een van de belangrijkste figuren van het realisme. Zijn werken, zoals De denker, De kus, De hellepoort of De burgers van Calais, blijven tijdloze meesterwerken van de beeldhouwkunst. Het ontwerp toont Auguste Rodin en De denker, zijn bekendste werk, tegenover elkaar. Bovenaan het munststuk staan de letters RF, voor République Française, als gesculpteerd. De naam van de kunstenaar „A. Rodin” en zijn sterfjaar en verjaardagsjaar hiervan „1917-2017” zijn in zijn baard aangebracht. Langs de buitenrand van de munt zijn de twaalf sterren van de Europese vlag afgebeeld. |              | |            |                   |
| |              | |            |                   |
| | Spanje       | Monumenten van Oviedo en het Koninkrijk Asturië (achtste uit de serie 'UNESCO Wereld Erfgoedlijst') | 536.020    | 3 februari 2017   |
| Omschrijving: Op de voorgrond is de kerk Santa Maria del Naranco afgebeeld. Bovenaan in het binnenste gedeelte staan de naam van het uitgevende land „ESPAÑA” in boogvorm en daaronder aan de rechterkant het jaar van uitgifte „2017” vermeld. Aan de linkerkant van het binnenste gedeelte staat het muntteken. Langs de buitenrand van de munt zijn de twaalf sterren van de Europese vlag afgebeeld. |              | |            |                   |
| |              | |            |                   |
| | Italië       | 400ste verjaardag van de voltooiing van de bouw van de basiliek van San Marco in Venetië            | 1.500.000  | 22 maart 2017     |
| Omschrijving: Voorgevel van de basiliek van San Marco in Venetië; in de afsnede de data „1617” en „2017”, respectievelijk het jaar van de voltooiing van de basiliek en het jaar van uitgifte van de munt, aan weerszijden van het logo van de Italiaanse Republiek „RI”; onderaan het opschrift „SAN MARCO”; rechts „LDS”, de initialen van de ontwerpster Luciana De Simoni; bovenaan het opschrift „VENEZIA” en het muntteken van de Munt van Rome „R”. Langs de buitenrand van de munt zijn de twaalf sterren van de Europese vlag afgebeeld. |              | |            |                   |
| |              | |            |                   |
| | San Marino   | 750ste geboortedag van Giotto                                                                       | 73.100     | 30 maart 2017     |
| Omschrijving: Aan de linkerzijde een detail van de klokkentoren van de Santa Maria del Fiore in Firenze, een architecturaal werk van Giotto; verticaal de opschriften „SAN MARINO” en „GIOTTO” en de jaartallen „1267-2017”; aan de rechterzijde een detail van het portret van Giotto en de initialen van de ontwerpster Luciana De Simoni, „LDS”; onderaan de letter „R”, die de „Zecca” van Rome aanduidt. Langs de buitenrand van de munt zijn de twaalf sterren van de Europese vlag afgebeeld. |              | |            |                   |
| |              | |            |                   |
| | België       | 200ste verjaardag van de oprichting van de Universiteit van Luik                                    | 200.000    | 21 april 2017     |
| Omschrijving: In het binnenste gedeelte van de munt is het logo van de Universiteit van Luik afgebeeld, met onderaan de data 1817-2017. Daarrond staat het opschrift „200 ANS UNIVERSITE DE LIEGE — 200 YEARS UNIVERSITY OF LIEGE” en de aanduiding van het land BE. Het muntteken van Brussel, een gehelmd hoofd van de aartsengel Michaël, en het muntmeesterteken, het wapen van de gemeente Herzele, bevinden zich respectievelijk rechts en links van de aanduiding van het land. Langs de buitenrand van de munt zijn de twaalf sterren van de Europese vlag afgebeeld. |              | |            |                   |
| |              | |            |                   |
| | Malta        | Megalithische tempel van Ħaġar Qim (tweede uit de 'Prehistorische Tempels'-serie)                   | 405.000    | 31 mei 2017       |
| Omschrijving: Op de munt zijn de prehistorische tempels van Hagar Qim afgebeeld. Bovenaan rechts staan onder elkaar de opschriften „HAGAR QIM” en „TEMPLES” en de jaartallen „3600-3200 BC”. Onderaan links bevindt zich de naam van de uitgevende staat „MALTA”, met daaronder het jaar van uitgifte „2017”. Onderaan rechts staan de initialen „NGB” van de ontwerper Noel Galea Bason. Langs de buitenrand van de munt zijn de twaalf sterren van de Europese vlag afgebeeld. |              | |            |                   |
| |              | |            |                   |
| | Finland      | 100 jaar onafhankelijkheid                                                                          | 2.500.000  | 1 juni 2017       |
| Omschrijving: Het binnenste gedeelte van de munt stelt een mozaïek voor, waarbij de minder dicht op elkaar staande stukjes aan de rechterzijde een cartografische weergave van Finland vormen. De tekst „SUOMI FINLAND”, het jaar van onafhankelijkheid „1917” en het jaar van uitgifte „2017” staan verticaal onder elkaar aan de linkerzijde. Rechts in het midden bevinden zich de aanduiding van de uitgevende staat „FI” en het muntteken. Langs de buitenrand van de munt zijn de twaalf sterren van de Europese vlag afgebeeld. |              | |            |                   |
| |              | |            |                   |
| | Vaticaanstad | 1950ste verjaardag van het martelaarschap van Petrus en Paulus                                      | 98.000     | 1 juni 2017       |
| Omschrijving: Op de munt zijn Sint-Petrus en Sint-Paulus en hun symbolen, respectievelijk de sleutels en het zwaard, afgebeeld. Bovenaan is in een halve cirkel het opschrift „CITTÀ DEL VATICANO” aangebracht. Onderaan staat in een halve cirkel het opschrift „1950o DEL MARTIRIO DEI SANTI PIETRO E PAOLO”. Onderaan links bevindt zich het jaar van uitgifte „2017” en onderaan rechts is het muntteken „R” te zien. Daartussen staat de naam van de ontwerper „G. TITOTTO”. Langs de buitenrand van de munt zijn de twaalf sterren van de Europese vlag afgebeeld. |              | |            |                   |
| |              | |            |                   |
| | Italië       | 2000ste sterfdag van Titus Livius                                                                   | 1.500.000  | 23 juni 2017      |
| Omschrijving: Buste van de Romeinse historicus Titus Livius, ontleend aan een werk van Lorenzo Larese Moretti; aan de linkerzijde het logo van de Italiaanse Republiek, „RI”, en „C.M.”, de initialen van de ontwerpster Claudia Momoni; aan de rechterzijde „17” en „2017”, respectievelijk het overlijdensjaar van Livius en het jaar van uitgifte van de munt, alsook het muntteken van de Munt van Rome „R”; rondom een cirkel van punten en het opschrift „TITO • LIVIO”. Langs de buitenrand van de munt zijn de twaalf sterren van de Europese vlag afgebeeld. |              | |            |                   |
| |              | |            |                   |
| | Estland      | De weg naar onafhankelijkheid                                                                       | 1.500.000  | 26 juni 2017      |
| Omschrijving: Op de munt is een golvende stam van een eik weergegeven, met aan de ene kant de takken en aan de andere kant de bladeren. De takken staan symbool voor de periode van revoluties en problemen die Estland heeft gekend op weg naar de onafhankelijkheid. De bladeren symboliseren de sterkte, de prestaties en de leeftijd van Estland. Links onderaan de stam staat het woord „MAAPÄEV” (het voorlopige parlement van Estland) en daarboven het jaar „1917”. Rechts onderaan staat de naam van het uitgevende land, „EESTI”, en daaronder het jaar van uitgifte, „2017”. Langs de buitenrand van de munt zijn de twaalf sterren van de Europese vlag afgebeeld. |              | |            |                   |
| |              | |            |                   |
| | Griekenland  | 60ste sterfdag van Níkos Kazantzákis                                                                | 750.000    | 10 juli 2017      |
| Omschrijving: Op de munt is een profielportret van Nikos Kazantzakis, een van de belangrijkste Griekse schrijvers van de 20e eeuw, afgebeeld. Langs de rand van het binnenste gedeelte, aan de linkerkant, staan de woorden „HELLEENSE REPUBLIEK” en de naam „NIKOS KAZANTZAKIS” (in het Grieks). Bovenaan staat het jaar van uitgifte, „2017”, en in het midden links een palmet (het muntteken van het Griekse munthuis). Onderaan rechts is ook het monogram van de ontwerper (George Stamatopoulos) weergegeven. Langs de buitenrand van de munt zijn de twaalf sterren van de Europese vlag afgebeeld. |              | |            |                   |
| |              | |            |                   |
| | Portugal     | 150ste verjaardag van de oprichting van de Policia de Segurança Pública (PSP)                       | 520.000    | 13 juli 2017      |
| Omschrijving: Op de munt staan menselijke figuren en gebouwen, symbolische voorstellingen van burgers en steden (waar de openbare veiligheid hoofdzakelijk wordt verzekerd), alsook het gestileerde politiesymbool. De opschriften omvatten het jaartal „1867” en het jaar van uitgifte „2017”, de uitgevende staat „PORTUGAL”, het onderwerp van de herdenkingsmunt („SEGURANÇA PÚBLICA” — openbare veiligheid), de drie belangrijkste aspecten die met het burgerschap samenhangen („DIREITOS”, „LIBERDADES” e „GARANTIAS” — rechten, vrijheden en garanties), alsook de naam van de ontwerper JOSÉ DE GUIMARÃES. Langs de buitenrand van de munt zijn de twaalf sterren van de Europese vlag afgebeeld. |              | |            |                   |
| |              | |            |                   |
| | Litouwen     | Vilnius, hoofdstad van cultuur en kunst                                                             | 1.000.000  | 31 augustus 2017  |
| Omschrijving: Het ontwerp toont een fragment van het stadspanorama van Vilnius. Aan de linkerkant staan de inscriptie „VILNIUS” en het merkteken van de ontwerper. Rechtsboven staan de naam van het uitgevende land, „LIETUVA”, en het jaar van uitgifte, „2017”. In het midden staat het muntteken. Langs de buitenrand van de munt zijn de twaalf sterren van de Europese vlag afgebeeld. |              | |            |                   |
| |              | |            |                   |
| | San Marino   | Internationaal Jaar van Duurzaam Toerisme voor Ontwikkeling                                         | 73.100     | 31 augustus 2017  |
| Omschrijving: Het ontwerp toont in het midden de aarde met golven errond en aan de rechterkant een cirkel met de letter A, het symbool van ontwerper Andrew Lewis. Erboven staat in boogvorm de inscriptie „TURISMO SOSTENIBILE”, eronder „SAN MARINO” en het jaar „2017”. Rechts staan de initialen van graveur Uliana Pernazza, „UP INC.”, links de letter „R” van de Italiaanse Munt die deze munt heeft geslagen. De Algemene Vergadering van de Verenigde Naties heeft ermee ingestemd om 2017 uit te roepen tot Internationaal Jaar van duurzaam toerisme voor ontwikkeling. Met duurzaam toerisme wordt een manier van reizen aangeduid die respect heeft voor de planeet; daarbij worden het natuurlijke, sociale en artistieke milieu behouden en wordt de groei van sociale en economische activiteiten niet afgeremd. Dit soort toerisme is het tegenovergestelde van massatoerisme en wil de zwakste economieën ondersteunen. De Republiek San Marino heeft een door de Canadese kunstenaar Andrew Lewis ontworpen herdenkingsmunt van twee euro aan dit thema gewijd om een mentaliteitswijziging in gang te zetten en toeristen ertoe aan te zetten rekening te houden met het milieu. Langs de buitenrand van de munt zijn de twaalf sterren van de Europese vlag afgebeeld. |              | |            |                   |
| |              | |            |                   |
| | Frankrijk    | 25ste verjaardag van de Pink Ribbon - De strijd tegen borstkanker                                   | 10.020.500 | 25 september 2017 |
| Omschrijving: Sinds de jaren 90 is de strijd tegen borstkanker overal ter wereld een belangrijke zaak. Ter gelegenheid van de 25ste verjaardag van de pink ribbon, het roze lintje dat het iconische symbool vormt voor die strijd, heeft Monnaie de Paris besloten dit goede doel te steunen. Al bijna 15 jaar wordt jaarlijks een pink ribbon-prijs uitgereikt om onderzoek en innovatie te ondersteunen. Het ontwerp toont een vrouwenboezem die symbolisch wordt beschermd door een hand en het lintje. Errond staat aan de rechterzijde de inscriptie „25e ANNIVERSAIRE DU RUBAN ROSE” (25ste verjaardag van het roze lintje). Aan de rechterzijde staan ook de jaartallen „1992-2017”, de aanduiding van het uitgevende land „RF” en de munttekens. Langs de buitenrand van de munt zijn de twaalf sterren van de Europese vlag afgebeeld. |              | |            |                   |
| |              | |            |                   |
| | België       | 200ste verjaardag van de oprichting van de Universiteit van Gent                                    | 225.000    | 29 september 2017 |
| Omschrijving: Op het binnenste gedeelte van het muntstuk staat het logo van de Universiteit Gent, met eronder de data 1817-2017. Daaromheen staat de inscriptie 200 JAAR UNIVERSITEIT GENT — 200 YEARS GHENT UNIVERSITY en de aanduiding van het land, „BE”. Het muntteken van Brussel, een gehelmd hoofd van de aartsengel Michaël, en het muntmeesterteken, het wapen van de gemeente Herzele, bevinden zich respectievelijk rechts en links van de aanduiding van het land. Langs de buitenrand van de munt zijn de twaalf sterren van de Europese vlag afgebeeld. |              | |            |                   |
| |              | |            |                   |
| | Vaticaanstad | 100ste verjaardag van de verschijningen bij Fátima                                                  | 98.000     | 5 oktober 2017    |
| Omschrijving: Het ontwerp toont de drie jonge herders aan wie Maria is verschenen, met op de achtergrond het Heiligdom van Fatima. Bovenaan staat de inscriptie „CITTÀ DEL VATICANO” in een halve cirkel en meteen daaronder het jaartal „1917”. Onder het jaar staat, van links naar rechts, de inscriptie „FATIMA 2017”. Aan de linkerkant staat het muntteken „R” en onderaan de naam van de ontwerper, „O. ROSSI”. Langs de buitenrand van de munt zijn de twaalf sterren van de Europese vlag afgebeeld. |              | |            |                   |
| |              | |            |                   |
| | Griekenland  | Archeologische site van Philippi                                                                    | 750.000    | 12 oktober 2017   |
| Omschrijving: Op de munt is een deel van Basilica B afgebeeld en lineaire motieven die geïnspireerd zijn op een randpatroon van een Oud-Grieks mozaïek dat op de site werd teruggevonden. Langs de rand van het binnenste gedeelte staan de woorden „ARCHEOLOGISCHE SITE VAN PHILIPPI” en „HELLEENSE REPUBLIEK” (in het Grieks). Op de achtergrond staat ook het jaar van uitgifte, „2017”, en rechts een palmet (het muntteken van het Griekse munthuis). Links onderaan is het monogram van de ontwerper (George Stamatopoulos) weergegeven. Langs de buitenrand van de munt zijn de twaalf sterren van de Europese vlag afgebeeld. |              | |            |                   |
| |              | |            |                   |
| | Finland      | Finse natuur                                                                                        | 500.000    | 21 oktober 2017   |
| Omschrijving: Op het binnenste gedeelte van de munt staat een cartografische weergave van de maan zoals die te zien is van Harmaja in Finland. Boven op de maan zit een kraai op een tak. Het jaar van uitgifte, „2017”, staat onderaan in het midden. Aan de linkerzijde wordt in het midden het uitgevende land vermeld, „FI”. Het muntteken staat aan de rechterzijde in het midden. Langs de buitenrand van de munt zijn de twaalf sterren van de Europese vlag afgebeeld. |              | |            |                   |
| |              | |            |                   |
| | Luxemburg    | 200ste geboortedag van Groothertog Willem III (achttiende uit de 'Luxemburgse dynastie'-serie)      | 311.000    | 26 oktober 2017   |
| Omschrijving: Het ontwerp toont aan de linkerkant de beeltenis van Zijne Koninklijke Hoogheid Groothertog Henri, naar links kijkend, en aan de rechterkant de beeltenis van Zijne Koninklijke Hoogheid Groothertog Willem III. Bovenaan staat het jaartal „2017”. Onderaan staat de tekst „GRANDS-DUCS DE LUXEMBOURG” (groothertogen van Luxemburg). De naam „GUILLAUME III” (Willem III), met daarachter zijn geboortejaar „*1817” wordt boven de respectievelijke beeltenis weergegeven. Langs de buitenrand van de munt zijn de twaalf sterren van de Europese vlag afgebeeld. |              | |            |                   |
| |              | |            |                   |
| | Cyprus       | Paphos, culturele hoofdstad van Europa                                                              | 430.000    | 3 november 2017   |
| Omschrijving: Het ontwerp toont het antieke Odeon van Paphos, een klein amfitheater dat uit de tweede eeuw na Christus dateert. Tegenwoordig wordt het in de zomer gebruikt voor muziek- en theateruitvoeringen en er zullen een aantal evenementen plaatsvinden in het kader van het programma van „Paphos 2017 — Culturele Hoofdstad van Europa”. De naam van het uitgevende land, „ΚΥΠΡΟΣ KIBRIS”, en de zin „Πάφος 2017 — Πολιτιστική πρωτεύουσα Ευρώπης” (Paphos 2017 — Culturele Hoofdstad van Europa) staan op het binnenste gedeelte van de nationale zijde van de munt. Langs de buitenrand van de munt zijn de twaalf sterren van de Europese vlag afgebeeld. |              | |            |                   |
| |              | |            |                   |
| | Monaco       | 200-jarig bestaan van de Compagnie des Carabiniers du Prince                                        | 15.000     | 13 november 2017  |
| Omschrijving: Op het ontwerp staat een CARABINIER met op de achtergrond het paleis van Monaco. Bovenaan wordt de inscriptie „MONACO” geflankeerd door het muntteken en het muntmeesterteken. Onderaan staan de jaartallen „1817-2017”, met daaronder de inscriptie „CARABINIERS DU PRINCE”. Langs de buitenrand van de munt zijn de twaalf sterren van de Europese vlag afgebeeld. |              | |            |                   |
| |              | |            |                   |
| | Malta        | Vrede (tweede uit de 'Door kinderen met solidariteit'-serie)                                        | 380.000    | 13 november 2017  |
| Omschrijving: Het muntstuk is gewijd aan het concept solidariteit en vrede. Het ontwerp werd door een scholier bedacht en toont twee kinderen die de Maltese vlag vasthouden, terwijl een vredesduif boven hen vliegt. Onderaan staat de naam van het uitgevende land, „Malta”, en aan de rechterkant het jaar van uitgifte, „2017”. Langs de buitenrand van de munt zijn de twaalf sterren van de Europese vlag afgebeeld. |              | |            |                   |
| |              | |            |                   |
| | Letland      | Koerland (tweede uit de 'Historische en Culturele Regio's'-serie)                                   | 500.000    | 14 november 2017  |
| Omschrijving: Op de munt is het wapenschild van de regio Kurzeme afgebeeld. Bovenaan staat de naam van de uitgevende staat „LATVIJA” en onderaan de inscriptie „KURZEME”. Rechts is het jaar van uitgifte „2017” vermeld. Langs de buitenrand van de munt zijn de twaalf sterren van de Europese vlag afgebeeld. |              | |            |                   |
| |              | |            |                   |
| | Letland      | Letgallen (derde uit de 'Historische en Culturele Regio's'-serie)                                   | 500.000    | 14 november 2017  |
| Omschrijving: Op de munt is het wapenschild van de regio Latgale afgebeeld. Bovenaan staat de naam van de uitgevende staat „LATVIJA” en onderaan de inscriptie „LATGALE”. Rechts is het jaar van uitgifte „2017” vermeld. Langs de buitenrand van de munt zijn de twaalf sterren van de Europese vlag afgebeeld. |              | |            |                   |
| |              | |            |                   |
| | Portugal     | 150ste geboortedag van Raul Brandão                                                                 | 520.000    | 21 november 2017  |
| Omschrijving: Op het ontwerp wordt het gezicht van Raul Brandão weergegeven. Aan de linkerkant staat de inscriptie „RAUL BRANDÃO” met daaronder de jaartallen „1867” en „2017”. Rechtsonderaan wordt de naam van het land van uitgifte, „PORTUGAL”, weergegeven, en rechtsbovenaan de naam van de ontwerper, „LUIS FILIPE DE ABREU”, gevolgd door het muntteken, „INCM”. Langs de buitenrand van de munt zijn de twaalf sterren van de Europese vlag afgebeeld. |              | |            |                   |
| |              | |            |                   |
| | Andorra      | 100ste verjaardag van het volkslied van Andorra                                                     | 85.000     | 7 februari 2018   |
| Omschrijving: Op het ontwerp is een gedeeltelijke reproductie van het in 1914 gepubliceerde volkslied van Andorra weergegeven. Centraal op de afbeelding worden de eerste noten van het volkslied weergegeven, geflankeerd door een floraal ornament en de inscriptie „Himne Andorrà” (volkslied van Andorra). Bovenaan op het ontwerp staan het jaar van uitgifte, „2017”, en de inscriptie „100 anys de l’himne d’Andorra” (100 jaar volkslied van Andorra). Deze munt herdenkt de 100e verjaardag van de goedkeuring van het lied El Gran Carlemany (Karel de Grote) als volkslied van Andorra door het Andorrese parlement op 2 april 1917. Langs de buitenrand van de munt zijn de twaalf sterren van de Europese vlag afgebeeld. |              | |            |                   |
| |              | |            |                   |
| | Andorra      | Andorra - Het Pyrenese land                                                                         | 85.000     | 7 februari 2018   |
| Omschrijving: Bovenaan op het ontwerp is een driehoek weergegeven die bestaat uit drie golvende lijnen, die een vereenvoudigde versie van de kaart van het land voorstellen, met daaronder de inscripties „Andorra” en „EL PAÍS DELS PIRINEUS” (het Pyrenese land). Deze drie elementen vormen het merk dat eigendom is van de overheid van Andorra. Dat wordt gebruikt om een uniforme, consistente en gecoördineerde vorm te geven aan alle grafische communicatie en tegelijkertijd te zorgen voor een ondubbelzinnige en onmiddellijke identificatie. Onderaan het ontwerp staat het jaar van uitgifte, „2017”. Langs de buitenrand van de munt zijn de twaalf sterren van de Europese vlag afgebeeld. |              | |            |                   |